# Gmina Kozłowo
Die Gmina Kozłowo [kɔz'wɔvɔ] ist eine Landgemeinde im Powiat Nidzicki (Kreis Neidenburg) der Woiwodschaft Ermland-Masuren in Polen. Ihr Sitz ist das gleichnamige Dorf (deutsch Groß Koslau, 1938 bis 1945 Großkosel) mit etwa 1400 Einwohnern.

## Geographische Lage

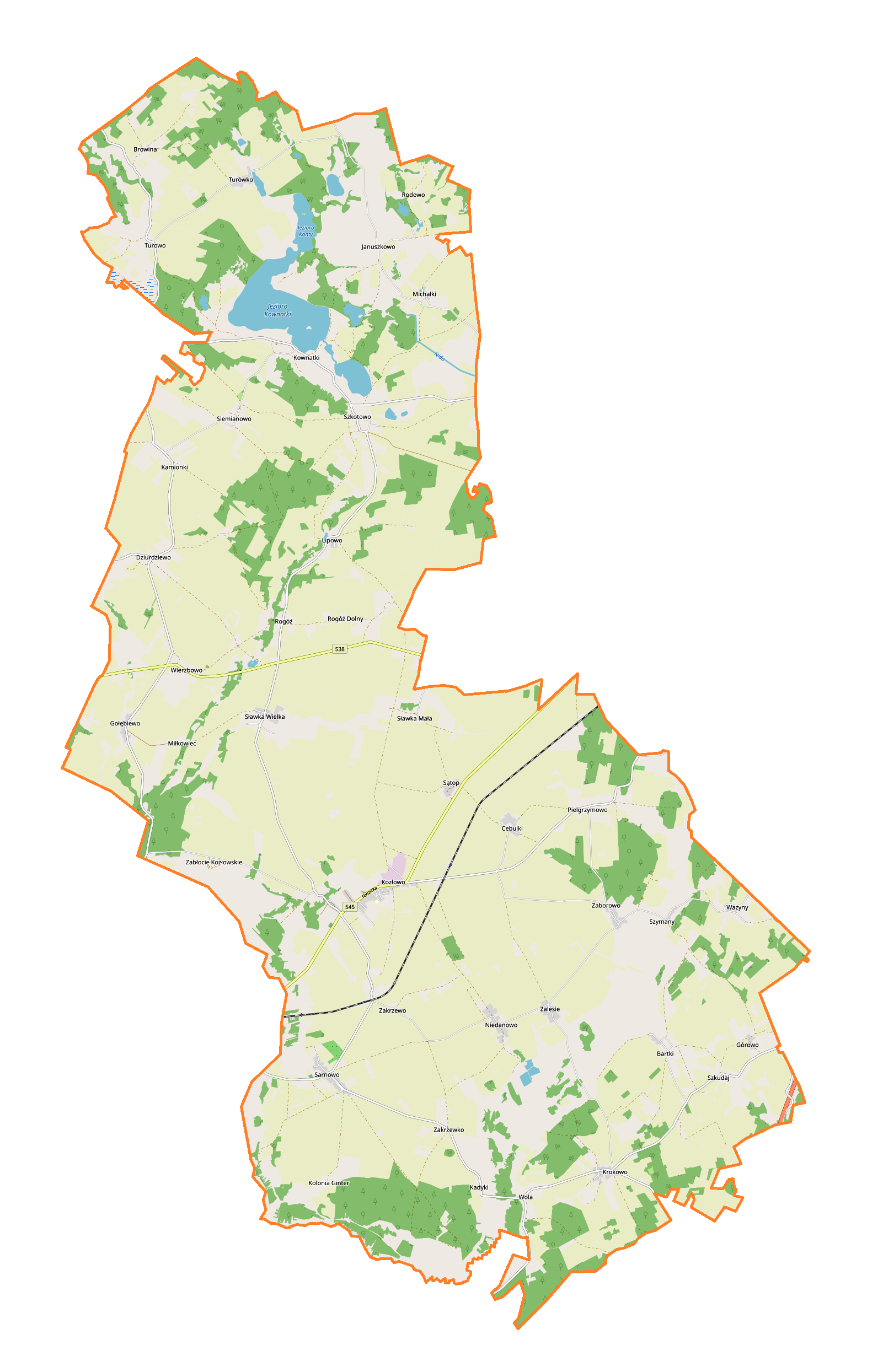
Karte der Gemeinde (zum Vergrößern Bild anklicken)

Die Gemeinde liegt im Südwesten der Woiwodschaft. Die Grenze zur Woiwodschaft Masowien ist drei Kilometer entfernt. Olsztyn (Allenstein) liegt etwa 40 Kilometer nordöstlich, die Kreisstadt Nidzica (Neidenburg) zwölf Kilometer nördlich. 

## Nachbargemeinden
Nachbargemeinden sind die Gemeinden Grunwald (Grünfelde) im Nordwesten, Olsztynek (Hohenstein) und Nidzica (Neidenburg) m Norden, Gmina Janowiec Kościelny im Osten, Iłowo-Osada (Illowen) und Działdowo (Soldau) im Süden sowie Dąbrówno (Gilgenburg) im Westen.

## Gemeindefläche
Die Gemeinde hat eine Fläche von 254 km², die zu 76 Prozent land- und zu 12 Prozent forstwirtschaftlich genutzt wird. Der Norden gehört zur Allensteiner Seenplatte und ist reich an kleineren Seen. Die drei größten sind Jezioro Kownatki (Kownatken-See, 1938 bis 1945 Kaunensee) mit 216 Hektar, Jezioro Kąty mit 42 Hektar und Skottausee mit 41 Hektar. Der Fluss Nida (Neide) durchzieht den Osten der Gemeinde. Die Region gehört zum Süden des ostpreußischen Oberlandes.

## Geschichte
Die Landgemeinde wurde 1973 aus verschiedenen Gromadas wieder gebildet. Ihr Gebiet gehörte von 1946 bis 1998 zur Woiwodschaft Olsztyn im unterschiedlichen Zuschnitt. Der Powiat wurde von 1975 bis 1998 aufgelöst. Zum 1. Januar 1999 kam die Gemeinde zur Woiwodschaft Ermland-Masuren und zum Powiat Nidzicki.

## Gemeindegliederung
Zur Landgemeinde Kozłowo gehören 35 Dörfer (deutsche Namen, amtlich bis 1945) mit 31 Schulzenämtern (sołectwa):
- Bartki (Bartkenguth)
- Browina (Browienen, 1938 bis 1945 Froben)
- Cebulki (Pilgramsaue)
- Dziurdziewo (Thalheim)
- Górowo (Gorrau, 1938 bis 1945 Gorau)
- Kamionki (Adlig Kamiontken, 1932 bis 1945 Steintal)
- Kownatki (Kownatken, 1938 bis 1945 Kaunen)
- Kozłowo (Groß Koslau, 1938 bis 1945 Großkosel)
- Krokowo (Krokau)
- Michałki (Michalken, 1938 bis 1945 Michelsau)
  - mit Januszkowo (Januschkau, 1938 bis 1945 Osterschau)
- Niedanowo (Niedenau)
- Pielgrzymowo (Pilgramsdorf)
- Rogóż (Roggenhausen)
  - mit Lipowo (Lippau)
- Sarnowo (Scharnau)
- Sątop (Sontopp, 1938 bis 1945 Santop)
- Siemianowo (Schiemienau)
- Sławka Mała (Klein Schläfken)
- Sławka Wielka (Groß Schläfken)
- Szkotowo (Skottau)
- Szkudaj (Skudayen)
- Szymany (Schiemanen)
- Turówko (Thurowken, 1938 bis 1945 Turauken)
- Turowo (Thurau)
- Ważyny (Wasienen)
- Wierzbowo (Wiesenfeld)
  - mit Gołębiewo (Taubendorf)
- Wola (Wolla, 1938 bis 1945 Grenzdamm)
- Zabłocie Kozłowskie (Sabloczyn, 1938 bis 1945 Sablau)
- Zaborowo (Saberau)
- Zakrzewko (Klein Sakrau)
  - mit Kadyki (Kadicki, 1938 bis 1945 Klein Sakrau, Abbau)
- Zakrzewo (Groß Sakrau)
- Zalesie (Salleschen)

Andere Orte sind: 
- Borowiec (Borrowitzmühle, 1938 bis 1945 Dobeneckmühle)
- Miłkowiec (Milkowitzmühle, 1938 bis 1945 Milkwitzmühle)
- Rodowo (Rodau)
- Wronowo (Wronowo, 1938 bis 1945 Wiesengut),

sowie:
- Kozłówko (Klein Koslau, 1938 bis 1945 Kleinkosel)
- Ptak (Ptakmühle, 1938 bis 1945 Oelsnitzmühle)
- Rogóżek (Waltershausen)

## Verkehr
Durch Kozłowo führt die Woiwodschaftsstraßen DW 545 von Nidzica (Neidenburg) nach Działdowo (Soldau). Die DW 538 verläuft nördlicher von Nidzica über Biskupiec (Bischofswerder) nach Łasin (Lessen).
An der Bahnstrecke Działdowo–Olsztyn bestehen die Bahnstationen Kozłowo (Groß Koslau, 1938 bis 1945 Großkosel) und Zakrzów−Sarnowo (Sakrau-Scharnau) in Zakrzewo (Groß Sakrau).
Die nächsten größeren internationalen Flughäfen sind Warschau und Danzig.